# 小石の丘
『小石の丘』（こいしのおか、英: Pebble Hill、仏: La colline aux cailloux）は、スイスのNadasdy Film、フランスのLes Films du Nord、ベルギーのLa Boîte,… Productionsにより2023年に制作された短編アニメーション映画。マルジョレーヌ・ペレタンが監督をつとめた。
作品には環境破壊によって住まいを失い、避難民となった人々に心を寄せてほしいという製作者の願いが込められている。

## あらすじ
トガリネズミの一家（おばあちゃん、母親、3人の子ども達）は小川のほとりで幸せに暮らしていた。
しかしある日、激しい雨が降り上流のダムが破壊されてしまう。そしてそれによって洪水となり村一帯が流されてしまう。幸い家族は全員、この最悪の事態を免れられて無事であったが、一家の家は完全に崩壊してしまう。
放浪をすることを余儀なくされた一家は、同じく家を失ったおじいさんトガリネズミと一緒に、冬になる前に新しい家を見つけるため旅に出る。そしておじいさんトガリネズミの助言により、「小石の丘」（Pebble Hill）へ向かう。

## 登場キャラクター
- おばあちゃんトガリネズミ（grandmother）
  - トガリネズミの一家のおばあちゃん[1][4][5]。
- おかあさんトガリネズミ（mother）
  - 声: ブリドカットセーラ恵美[7]
  - 3人の子ども達の母親のトガリネズミ[1][4][5]。
- アリス
  - 声: 石原心綸（日本語版吹き替え）[8]
  - おかあさんトガリネズミの3人の子どもの1人[1][4][5]。白いハツカネズミ[9]。
- エミール
  - 声: 見﨑歩誠（日本語版吹き替え）[8]
  - おかあさんトガリネズミの3人の子どもの1人[1][4][5]。トガリネズミ。
- パコ
  - おかあさんトガリネズミの3人の子どもの1人[1][4][5]。トガリネズミ。
- おじいさんトガリネズミ（old shrew）
  - トガリネズミの一家と同じく家を失った年老いたトガリネズミ[1][2][5]。
- モーリスの父
  - 声: 藤沼建人（日本語版吹き替え）[10]
- ハリネズミ
  - 声: 内匠靖明（日本語版吹き替え）[11]
- モグラ
  - 声: 梅村さえ（日本語版吹き替え）[12]
- モグラの子ども
  - 声: 直田姫奈（日本語版吹き替え）[13]

## 放送
2023年6月6日にドイツで放送が行われた。
日本においては2023年12月24日にNHK Eテレで放送が行われた。

## 受賞・評価
2023年度の「世界のベスト！教育コンテンツ ～第50回日本賞～」において「児童向け部門 最優秀賞」を受賞した。